# Congénies
Congénies é uma comuna francesa na região administrativa de Occitânia, no departamento de Gard. Estende-se por uma área de 8,64 km². Em 2010 a comuna tinha 1 701 habitantes (densidade: 196,9 hab./km²).